# 水平思考
水平思考，又称横向思维、擴散思考、非线性思维；指使用間接的、具有創造力的、不是一望而知的推理方式來解決問題。水平思考是跳躍的、不合邏輯的，講求的是對事的廣度，觸類旁通，也可接受突發奇想。有別於傳統直線型的邏輯思考方式（即「垂直思考」）。
這個名詞來自法国学者愛德華·德博諾（Edward de Bono）於1967年的著作《新的思考：水平思考的应用》（New Think: The Use of Lateral Thinking）。波諾提出了所羅門的審判做為例子，其中所羅門王為解決一項孩子母親的身份爭議，命令将孩子切成兩半，根據繼後的反應判斷出真假母親的身份。波諾亦將幽默理解為橫向思考的一種，指出幽默是將熟悉的樣式轉換為具有意外性的新樣式，在引人發笑同時，讓人發現到舊有事物可以使用一種未廣為人知的新思維方式來理解。
海龜湯即為一種著名的水平思考遊戲。
有人批評「橫向思維」是偽科學概念，他們認為德·波諾的核心理念從未經過嚴格測試或實證。

## 運用方法
水平思考有別於批判思考。批判思考聚焦在判別陳述的“对”和错“，而水平思考中德博诺发明了一个激发创造力的词叫”PO“（激发），人們可以透過水平思考，從某個已知想法跳躍到新的想法。德博諾還定義了四種思考工具：
- 定义问题工具：擴大和缩小视线，更准确地找到和定义问题。
- 产生想法工具：概念提取、挑战、随机输入、激发和运动。
- 收获工具：如何收集和整理想法，分类处理。
- 处理和评估工具：如何针对现实资源和条件做评估和完善想法，使之落地。[7]

### 隨機式想法生成
隨機選擇物體，或者從字典中挑選名詞，將其同正在構思的領域聯繫起來。德·博諾舉的例子是：隨機挑選「鼻子」一詞，應用於辦公室影印機，生成想法是：當影印機紙張不足時，可以產生薰衣草的氣味來提醒使用者。

### 激盪式想法生成
將某些我們認定是錯誤或不可能的陳述，拿來激盪新想法。德·博諾舉的例子是：針對河流污染的案例，提出「工廠必須位於自己下游」的激盪想法，藉由讓工廠必須從自己排放廢水的下游處來取用水源，以達到減少污染的效果，這個想法甚至後來被某些國家訂成法律。創意激盪的技巧有很多，諸如許願、戲劇化、轉置、逃避、扭曲或橫空出世等思考方式。思考者可以列出荒謬想法表，然後用其中最荒謬的想法來激盪思維，產生新的想法。

### 推動技巧
推動技巧其目的是盡可能多產生替代方案，激勵大家對問題及解方有更多新的思考方式。很多事情往往看似只有一種可能，多提 出替代方案就可以打破現狀，產生更多可行的解決方案。方法如下：形成普遍準則、關注個體差異、觀照瞬間變化、挖掘正面因素或特殊之處。

### 追問
不斷提問「為什麼？」（但非語帶威脅），例如：某件事為什麼存在？為什麼以某種方式完成？結果是對「為什麼？」有更為清晰的理解，自然會引導出新的想法。追問的目的是挑戰一切，而不僅是可能有問題的事物。例如，可以追問咖啡杯手柄存在的理由：如果是因為杯子經常太燙，不易直接拿取，也許可以製作隔熱層，就不怕用手握著杯子；或者可以比照啤酒架，製作獨立的咖啡杯座；甚至咖啡本來就不應該那麼燙。

### 概念的形成
想法落地則成為概念。水平思考工具可以有系統地擴大概念的範圍和數量，讓廣袤無邊到難以考量的種種想法能夠聚焦、落實。

### 駁斥法
「大多數人總是錯誤的」（一如亨里克·易卜生和約翰·加爾布雷斯所述），從這個想法出發，對任何明顯的、普遍被接受的、「一望而知」的事物提出質疑、採取相反的觀點，試圖加以反駁並令大家信服。這種技巧類似於德·波諾「六頂思考帽」中的「黑帽」，試著考慮那些被認為謹慎及保守的理由。

### 分餾
將想法分餾之目的，是要把對於特定情況的普遍看法，分解為許多種的替代情況，進而打破固定觀點，從不同角度來觀照，因而能產生多種可能方案，建構成更完整的解方。

## 解決問題

### 解決問題
當某事物產生問題時，處境的「正常狀況」會改變，甚至表現會下降。要解決問題就牽涉到找出原因以及解決的方法。目的通常是將處境恢復到原本應有的狀況。例如，某條生產線的運行速度原本穩定在每小時1,000個物品；突然間運行速度降至每小時800個物品，那就必須思考可能的原因以及修復生產線的方法，例如給工人加薪以激勵效能。某項研究發現：測試工程科的學生回答極度開放之問題時，越能展現橫向思維的學生就能越快、更準確地解決問題。

### 橫向解決問題
橫向思維通常可以產生解決方案，以事後諸葛的角度來看，問題根本「一目了然」。橫向思維通常會讓人們連結到先前沒有意識到的問題，或是解決某些小問題就獲得重大成效。例如，原本某條生產線每小時可產出1,000本書，使用橫向思維可能會建議將每小時產量降到800本，以獲得更高的書本品質以及更有生產力的員工。許多學生在解決複雜問題時，也會運用橫向思維來活用那些原本是各自獨立的或特定範圍的概念。